# Murcronatakrita
Murcronatakrita är en geologisk avlagring under krita, i den yngsta perioden av senon.
Den karaktäriseras av belemnitarten Belemnita mucronata. Murcronakritan utgörs på flera håll av skivkrita.